# 安东·弗莱沙尔
安东·弗莱沙尔（1944年5月8日—2024年4月11日），斯洛伐克男子足球运动员，司职守门员。他曾代表捷克斯洛伐克国家队参加1970年国际足联世界杯，结果队伍止步小组赛阶段。